# Učenje
Učenje  je proces spreminjanja znanja ali vedenja, zaradi izkušenj, s trajnim učinkom. Čeprav se lahko zaradi raznih dejavnikov kot so utrujenost, poškodbe ipd., vedenje spremeni tudi za kratek čas, to ni učenje. Učenje, je 
nekaj spremenljivega in nekaj vsakdanjega. Pri učenju se poleg pomnjenja in kopičenja podatkov spreminja tudi vedenje, zaznavanje, razumevanje in doživljanje sveta in sebe..